# ESPN FC
ESPN FC (abans ESPN SoccerNet) és un programa de televisió nord-americà que cobreix el futbol que s'emet diàriament pel servei de streaming ESPN+. L'origen d'ESPN FC va ser un lloc web propietat d'ESPN Inc. Originalment establert el 1995 com a SoccerNet, el lloc web va ser adquirit per ESPN el 1999. El domini ESPNFC.com ara redirigeix a la cobertura de notícies de futbol a ESPN.com.

## Història
Originalment titulat SoccerNet, el lloc web va ser creat per Greg Hadfield i el seu fill adolescent Tom el 1995, inicialment proporcionant actualitzacions de resultats en directe, taules i articles de notícies. Greg, en aquell moment, treballava per al Daily Mail i per tal d'obtenir capital, efectivament va rescindir la propietat del lloc als seus caps a canvi de 40.000£ i un esquema de repartiment d'ingressos.
El 1999, Buena Vista Internet Group (BVIG) va adquirir una participació de control del 60 per cent a SoccerNet del Daily Mail and General Trust per 15 milions de lliures.

## Programa de televisió
Finalment ESPN va llançar un programa d'estudi de televisió dels EUA a ESPNews, ESPN2, BT Sport, ESPN Australia i TSN dedicat al futbol, també conegut com ESPN FC. El programa es va emetre originalment els vespres entre setmana a les 6 de la tarda, amb un programa de resum setmanal emès els diumenges a la nit. El programa compta amb un repartiment majoritàriament britànic. Dan Thomas treballa com a presentador principal amb Adrian Healey, Sebastian Salazar i Kay Murray.